# Seznam církevních staveb v Olomouci
Toto je seznam církevních staveb v Olomouci:

## Paláce
- Arcibiskupský palác

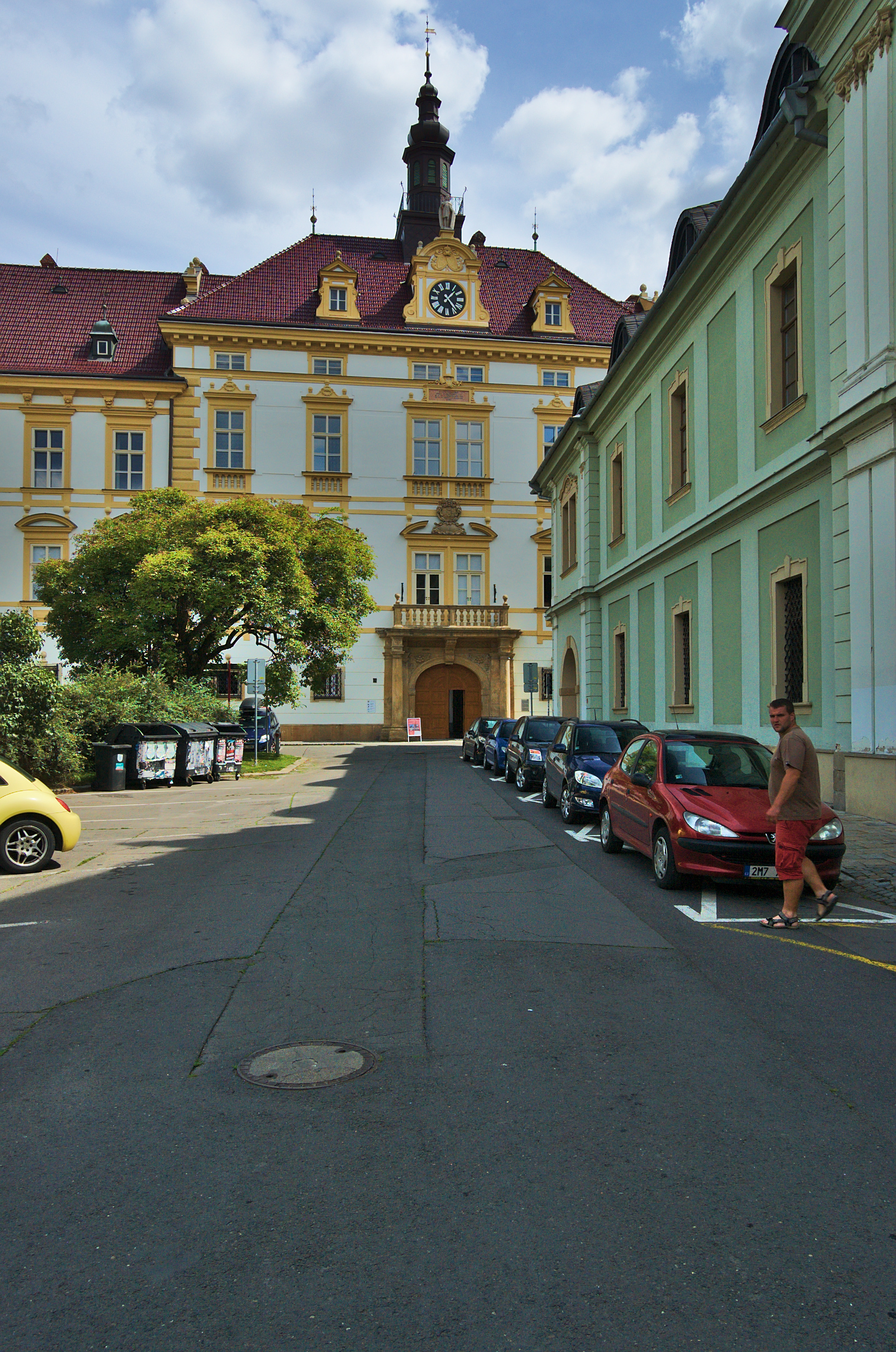
Arcibiskupský palác

- kanovnické domy na bývalém olomouckém Předhradí:
  - Kapitulní děkanství (Olomouc), dnes sídlo Arcidiecézního muzea
  - Kapitulní proboštství, dnes sídlo Rektorátu Univerzity Palackého a Filozofické fakulty UP
  - Kanovnická rezidence Wurmova 13 (Olomouc), dnes sídlo Konzervatoře Evangelické akademie
  - a další, jejichž výčet lze nalézt na stránce Kanovnické rezidence v Olomouci
- jezuitský konvikt [1][2][3]

## Katedrály

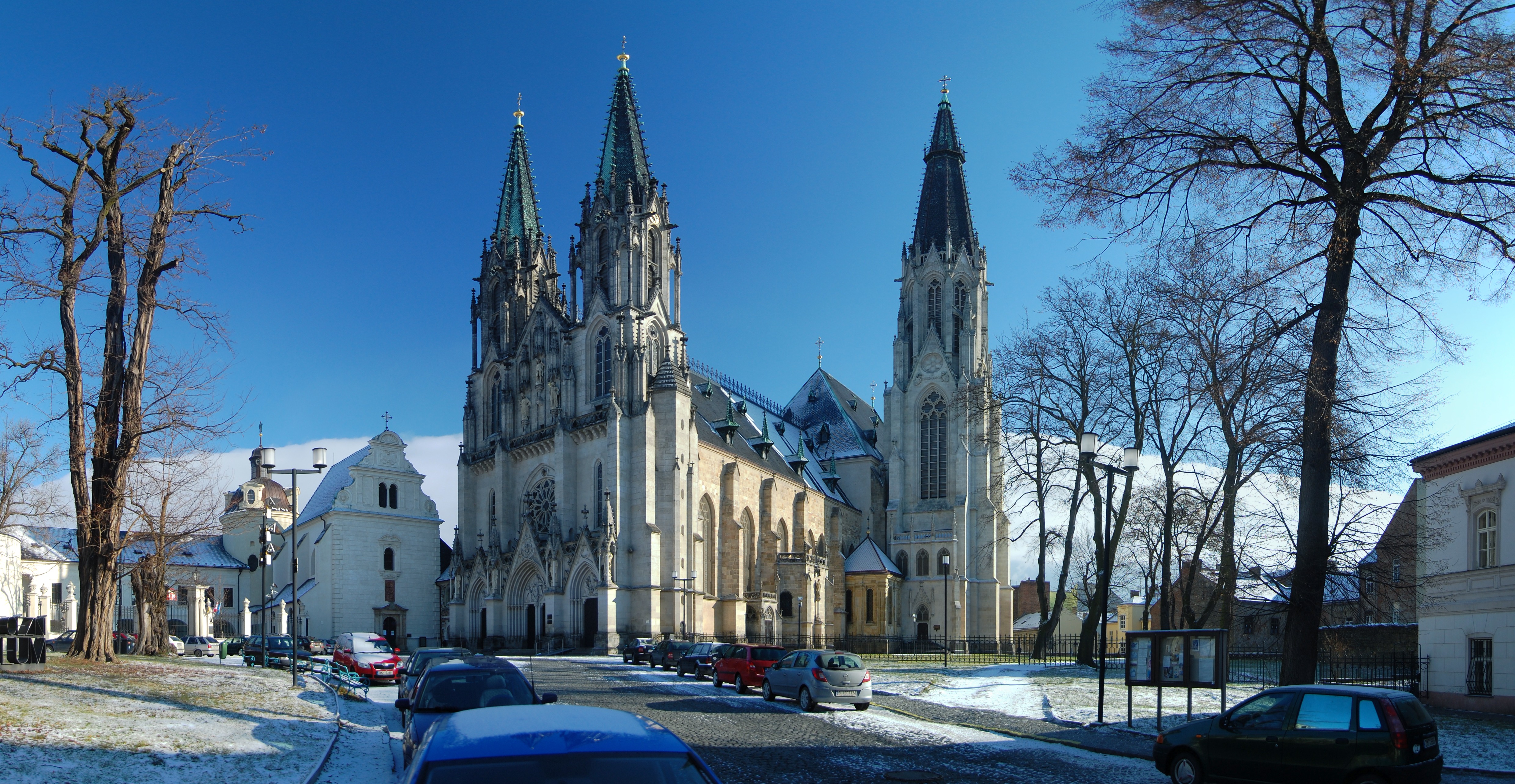
Katedrála sv. Václava

- katedrála svatého Václava (dóm)
- Pravoslavná katedrála sv. Gorazda

## Kostely

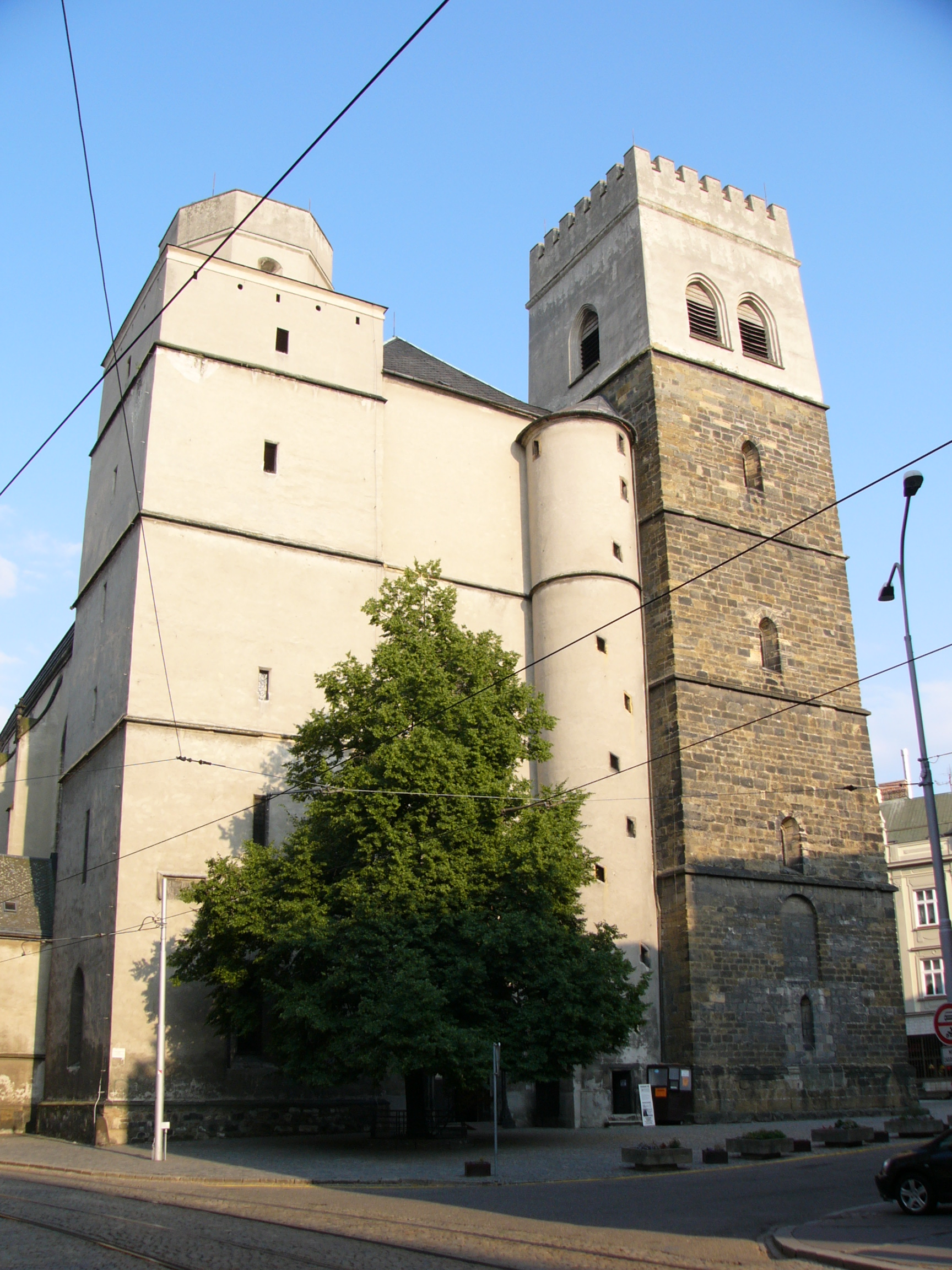
Kostel sv. Mořice

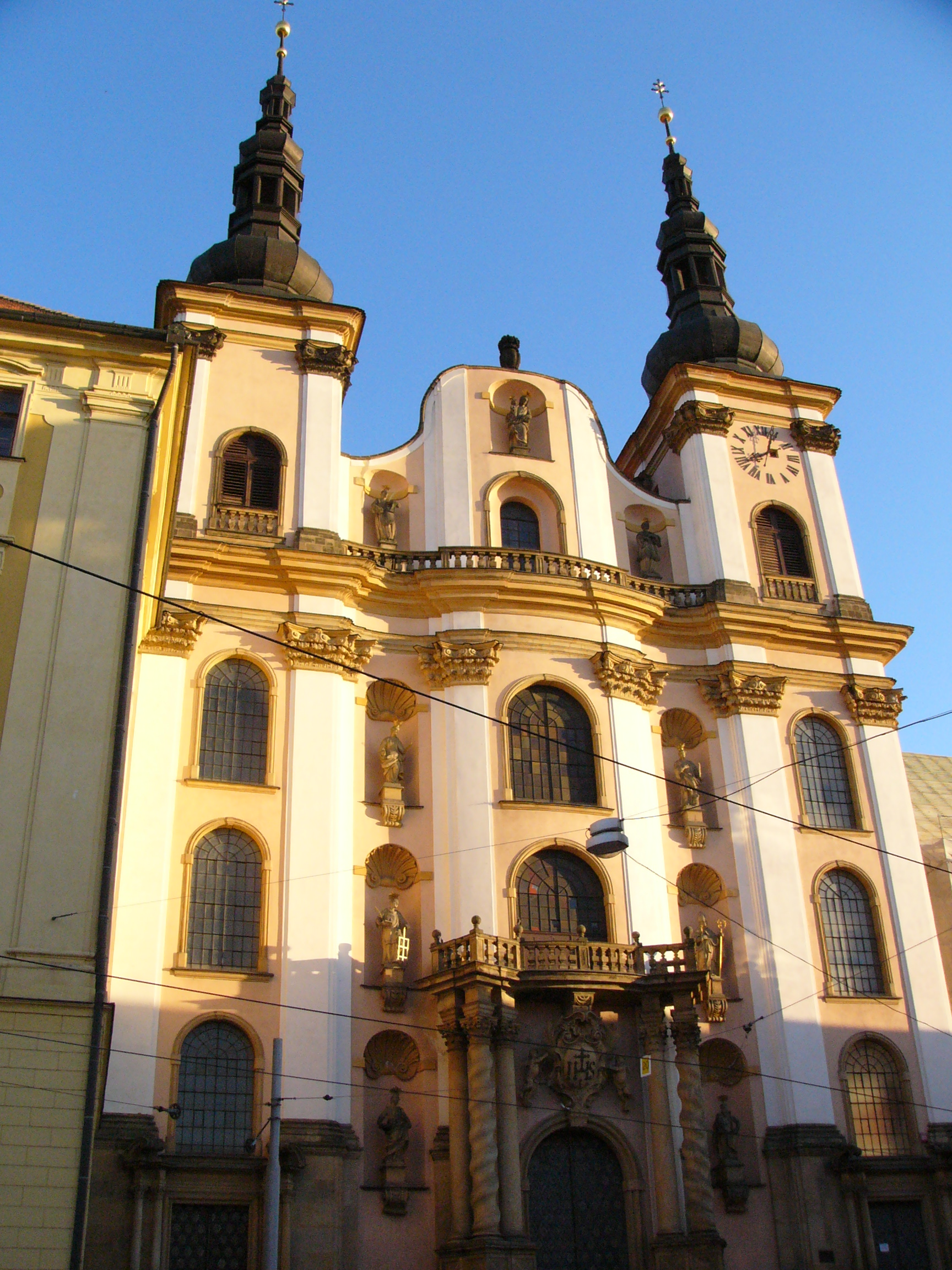
Kostel Panny Marie Sněžné

- bazilika Navštívení Panny Marie na Svatém Kopečku
- Červený kostel
- kostel Neposkvrněného početí Panny Marie
- kostel svaté Anny
- kostel Panny Marie Sněžné
- kostel Panny Marie Pomocnice
- kostel sv. Ondřeje
- kostel sv. Filipa a Jakuba
- kostel sv. Urbana
- kostel sv. Barbory
- kostel svatého Cyrila a Metoděje
- chrám svatého Gorazda
- kostel svaté Kateřiny
- kostel svatého Michala
- kostel svatého Mořice
- kostel Zvěstování Panny Marie[4][5]
- kostel v Hodolanech
- kostely československé církve husitské
  - Husův sbor
  - Husův sbor (Olomouc-Hodolany)
  - sbor Prokopa Holého v Olomouci-Černovíře
- Sbor Českobratrské církve evangelické[6]
- a další

## Samostatné kaple
- kaple svaté Barbory
- kaple Božího Těla[7]
- Sarkandrova kaple (kaple svatého Jana Sarkandra)
- Kaple Panny Marie Opatrovnice
- Mauzoleum jugoslávských vojínů
- Kaple Božského srdce Páně
- Kaple Neposkvrněného početí Panny Marie na Povelu
- kaple sv. Isidora v Řepčíně
- kaple Panny Marie Loretánské v Neředíně
- kaple Panny Marie Královny v Řepčíně při starém klášteru dominikánek
- kaple sv. Jana křtitele ve Slavoníně
- kaple sv. Jana a Pavla v Nemilanech
- kaple sv. Floriána v Topolanech
- kaple Božského Srdce Páně v Topolanech
- kaple Nejsvětější Trojice
- a další.

## Kláštery
- Klášter Hradisko s kostelem svatého Štěpána
- klášter voršilek s kostelem svaté Kateřiny
- klášter klarisek - viz Vlastivědné muzeum v Olomouci
- zaniklý klášter dominikánů u sv. Michala
- klášter bernardinů (dnes dominikánů s kostelem Neposkvrněného početí Panny Marie)
- kapucínský klášter na Dolním náměstí
- klášter Milosrdných sester III. řádu sv. Františka s kaplí
- zaniklý klášter minoritů
- zaniklý klášter augustiánů
- zaniklý klášter kartuziánů
- zaniklý klášter františkánů
- zaniklý klášter dominikánek v Řepčíně

## Sloupy
- sloup Nejsvětější Trojice
- Mariánský sloup
- přesunutý sloup se sochou Panny Marie Immaculaty

## Zaniklé kostely a kaple

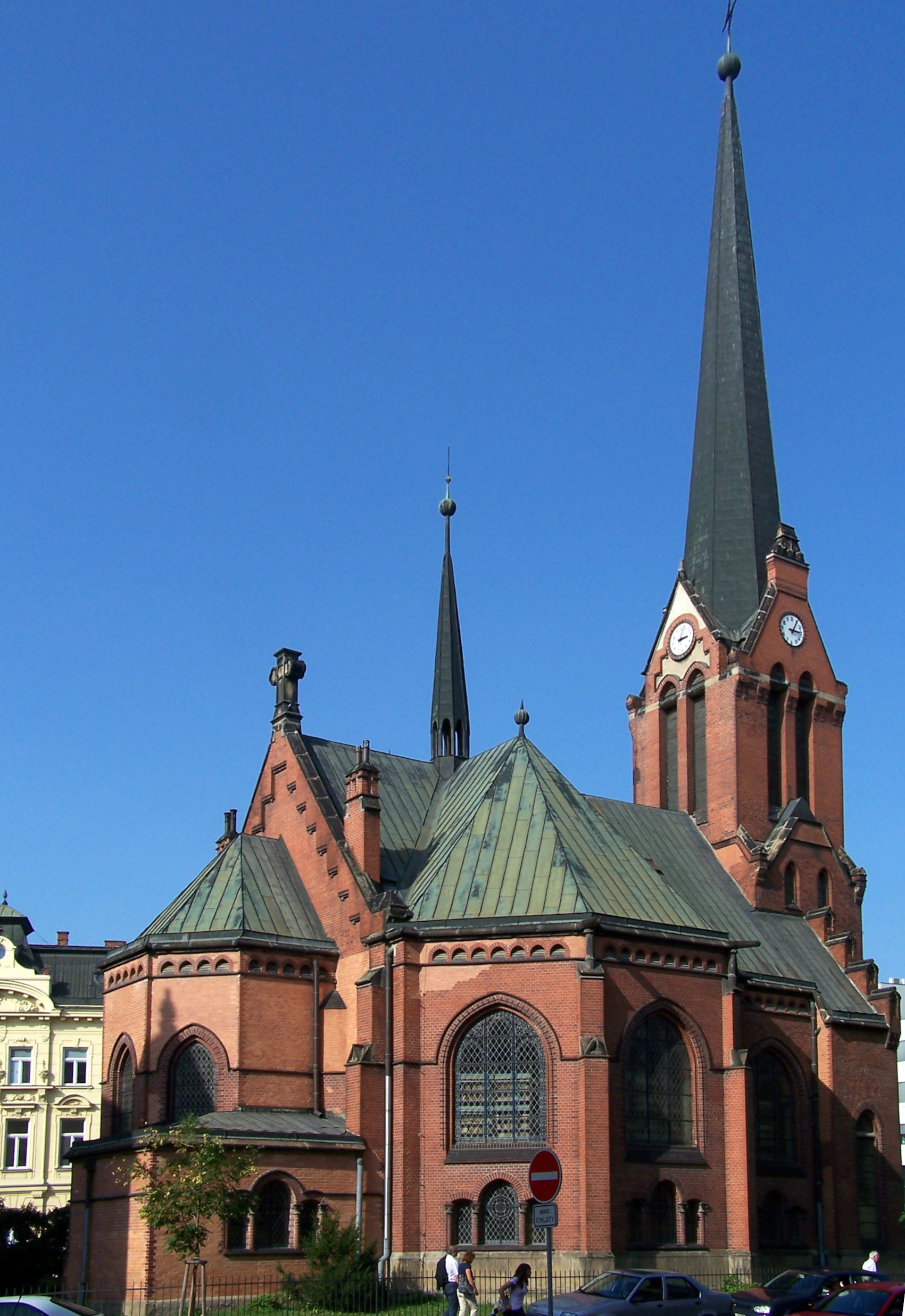
Červený kostel

- kostel svatého Petra - původní olomoucká biskupská katedrála (do r. 1131)
- kostel svatého Pavla
- kostel svaté Maří Magdaleny
- kostel svatého Jakuba
- kostel svatého Blažeje
- kostel Panny Marie na Předhradí
- kostel svaté Kláry
- kostel Všech svatých
- kostel svatého Ducha
- kostel Svatých schodů[8]
- kostel Nanebevzetí Panny Marie
- kostel Minoritů na nám. Republiky
- kaple sv. Markéty na Dolním náměstí
- Kaple svatých Cyrila a Metoděje
- olomoucká synagoga